# Jani Sievinen
Jani Nikanor Sievinen, född 31 mars 1974 i Vichtis, är en finländsk idrottare och tränare.
Sievinen utövar idrottsgrenen simning. Han har tilldelats drygt 200 FM-medaljer, junior-FM medräknade. Hans främsta framgångar i OS-sammanhang är silvret på 200 meters medley i Atlanta 1996, fjärdeplaceringen på samma distans i Barcelona 1992 och åttondeplatsen i Sydney 2000. Sievinen vann VM-guld på 200 meters medley (50 meters bana) 1994, 100 meters medley (25 meters) 1999, 200 och 400 meters medley (25 meters) 2000, 200 meters medley (25 meters) 2002 plus tre VM-silver. I EM noterade han fem silver och fyra brons 1993–2004. Under sin karriär slog Sievinen 11 världsrekord, 18 europeiska rekord och över 100 finländska rekord. Han utsågs 1994 som förste simmare till Årets finländska idrottare. År 1996 utgav boken Janin tarina (jämte Kari Mélart). Han avslutade sin aktiva karriär 2006.
Även Sievinens släktingar har varit aktiva i idrottssammanhang. Fadern Esa Sievinen hade varit hans tränare under tävlingskarriären och systern Nina Sievinen (född 1972) vann åtta finländska mästerskap i stafett 1991–1992.